# Зедерень
Зедерень, Зедерені (рум. Zădăreni) — село у повіті Арад в Румунії. Адміністративний центр комуни Зедерень.
Село розташоване на відстані 425 км на північний захід від Бухареста, 8 км на південний захід від Арада, 41 км на північ від Тімішоари.

## Населення
За даними перепису населення 2002 року у селі проживали 2104 особи.
Національний склад населення села:
| Національність | Кількість осіб | Відсоток |
| -------------- | -------------- | -------- |
| румуни         | 2006           | 95,3%    |
| угорці         | 58             | 2,8%     |
| німці          | 21             | 1,0%     |
| українці       | 16             | 0,8%     |

Рідною мовою назвали:
| Мова       | Кількість осіб | Відсоток |
| ---------- | -------------- | -------- |
| румунська  | 2026           | 96,3%    |
| угорська   | 44             | 2,1%     |
| німецька   | 19             | 0,9%     |
| українська | 15             | 0,7%     |